# Cleisostoma linearilobatum
Cleisostoma linearilobatum är en orkidéart som först beskrevs av Gunnar Seidenfaden och Tem Smitinand, och fick sitt nu gällande namn av Leslie Andrew Garay. Cleisostoma linearilobatum ingår i släktet Cleisostoma och familjen orkidéer. Inga underarter finns listade i Catalogue of Life.